# Зубченко Прокофій Степанович
Прокофій Степанович Зубченко (1867 — ?) — селянський депутат Державної думи II скликання від Подільської губернії.

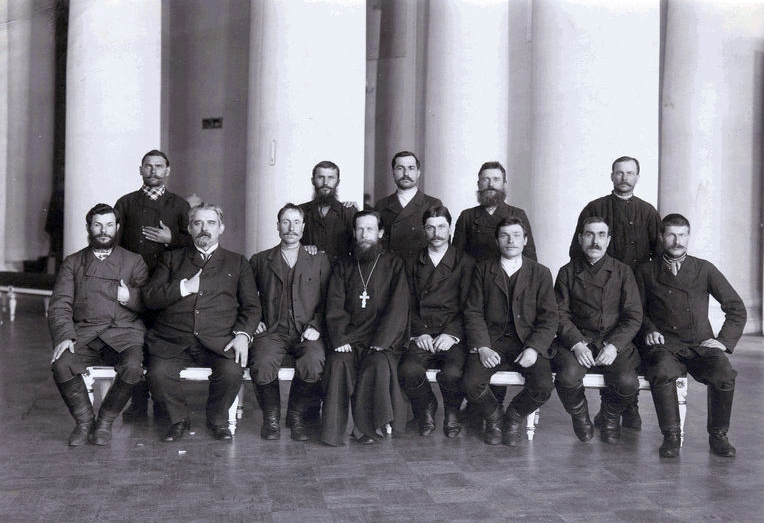
Депутати Державної думи II скликання від Подільської губернії. Стоять: Соловей А. А., Невідомий-1, Невідомий-2, Мороз П. С., Туперко С. Т.; сидять: Семенов А. І., Лісовський В. К., Дидурик А. І., Гриневич А. І., Рогожа П. М., Матвіїв С. К., Зубченко П. С., Дубоніс Т. Ф.

Православний українець, селянин села Керносівки Брацлавського повіту.
Початкову освіту здобув удома. Мав 1,8 десятини наділу та займався землеробством.
У лютому 1907 року був обраний до II Державної думи від Подільської губернії. Входив до Трудової групи та фракції Селянського союзу, а також до Української громади. Був членом аграрної комісії. Доля після розпуску II Думи невідома.